# Nury
Nury – monotypowy rząd (Gaviiformes) i rodzina (Gaviidae) ptaków z infragromady ptaków neognatycznych (Neognathae).

## Zasięg występowania
Nury obejmują gatunki wodne, latem spotykane na wodach śródlądowych, a zimujące nad morzami. Zamieszkują północną strefę półkuli północnej. 

## Cechy charakterystyczne
Ptaki te charakteryzują się następującymi cechami:
- długość ciała 53–91 cm, rozpiętość skrzydeł 106–152 cm; masa ciała 988–6400 g[11]
- wrzecionowate ciało, podczas pływania widać tylko część grzbietową
- gruba szyja
- krótki ogon
- krótkie, ostre skrzydła
- silny, prosty dziób
- szczelinowata budowa nozdrzy osłonięta błoną przeciwko dostawaniu się wody podczas nurkowania
- nogi przesunięte mocno do tyłu, co stanowi doskonałe przystosowanie do pływania, lecz uniemożliwia im normalne chodzenie
- czarno-białe, kontrastowe upierzenie
- łapy o krótkim i bocznie spłaszczonym skoku, goleń nieruchoma i nie wysuwana poza tułów, mają szerokie płetwy między trzema przednimi palcami, palec tylny jest uwsteczniony
- różna szata godowa i spoczynkowa, gęste i zbite upierzenie
- silnie rozwinięty gruczoł kuprowy
- doskonale pływają i nurkują
- ciężko startują do lotu
- lot szybki, prostoliniowy, silne uderzenia skrzydłami
- słabo rozwinięty dymorfizm płciowy - samiec jest nieco większy
- proste gniazdo na brzegu
- wysiadywanie zazwyczaj 2 jaj przez 4 tygodnie
- zagniazdowniki, młode latają po około 7 tygodniach, tempo rozmnażania niskie
- odżywiają się pokarmem zwierzęcym zdobytym podczas nurkowania.

## Systematyka

### Etymologia
- Colymbus: gr. κολυμβις kolumbis, κολυμβιδος kolumbidos „nieznany ptak wodny”, prawdopodobnie perkoz[12]. Gatunek typowy: Colymbus arcticus Linnaeus, 1758.
- Cepphus: gr. κεπφος kepphos „nieznany blady ptak wodny”, później różnie identyfikowany (np. nawałnik, mewa, głuptak, alka), wspomniany przez Arystotelesa, Dionizjusza, Hezychiusza i innych autorów[12]. Gatunek typowy: Colymbus arcticus Linnaeus, 1758.
- Mergus: łac. mergus „rodzaj ptaka wodnego”, dalej niezidentyfikowanego, wspomnianego przez Pliniusza, Terencjusza Warrona i poety Horacego, od mergere „zanurzyć się”[12]. Gatunek typowy: Colymbus immer Brünnich, 1764.
- Gavia: łac. gavia „niezidentyfikowany ptak morski”, być może rodzaj jakiejś mewy gnieżdżącej się na skałach[12].
- Urinator: łac. urinator, urinatoris „nurek”, od urinare „nurkować”[12]. Gatunek typowy: Colymbus glacialis Linnaeus, 1766 (= Colymbus immer Brünnich, 1764).
- Eudytes: gr. ευ eu „dobry”; δυτης dutēs „nurek”, od δυω duō „nurkować”[12]. Gatunek typowy: Colymbus septentrionalis Linnaeus, 1766 (= Colymbus stellatus Pontoppidan, 1763).

### Podział systematyczny
Do rodziny nurów należy jeden rodzaj z pięcioma gatunkami:
- Gavia stellata (Pontoppidan, 1763) – nur rdzawoszyi
- Gavia arctica (Linnaeus, 1758) – nur czarnoszyi
- Gavia pacifica (Lawrence, 1858) – nur pacyficzny
- Gavia immer (Brünnich, 1764) – nur lodowiec
- Gavia adamsii (G.R. Gray, 1859) – nur białodzioby